# Alphabeta
Alphabeta (ивр. אלפא ביתא‎, «А́льфа бе́та»)— израильская поп-группа, победившая вместе с Изхаром Коэном на конкурсе песни Евровидение в 1978 году.
Название группы означает «Алфавит». В состав группы входили Реувен Эрез, Лиза Голд-Рубин, Нехама Шотен, Эти Цабар и Ицхак Окев. Двое участников группы были членами йеменской общины. На конкурсе артисты исполнили песню «А-Ба-Ни-Би». Англоязычная версия песни достигла четвёртого места в швейцарском и девятого — в шведском хит-парадах.

## Израильский фестиваль песни 1978 года
Группа Alphabeta была сформирована специально, как группа сопровождения Изхара Коэна, для Израильского фестиваля песни» 1978 года, где песня «А-Ба-Ни-Би», которую они исполнили, заняла первое место. В те годы фестиваль был признан национальным отбором на Евровидение, и, до отмены фестиваля (1981 год), проводился с января по март. Их соперниками были 12 других исполнителей. Большинство песен были написаны в жанре баллады или рок-н-попа, Alphabeta убыстрила темп  танцами в стиле диско, которое находилось на пике своего развития в то время.
Однако «Певцом года» в Израиле в ежегодном рейтинге израильских песен на иврите стал Цвика Пик, а сочиненная им песня «Собран тишрей» (ивр. נאסף תשרי‎, «Неэса́ф тишре́й») превзошла в рейтинге песню-победительницу Евровидения «А-Ба-Ни-Би».

### Создание группы Alphabeta
Эти Цабар начинала служить в армии обороны Израиля тогда, когда Изхар Коэн уже собирался демобилизоваться, но они оба пели в военном ансамбле, который выступал перед израильскими солдатами по всей Иорданской долине. В 1978 году, когда они оба уже демобилизовались, Эти Цабар была приглашена Изхаром Коэном для исполнения песни на фестивале, который служил отбором для Евровидения. Остальные участники группы были отобраны продюсерами.
С каждым участником группы  Alphabeta был подписан контракт без каких-либо финансовых компенсаций, но с перспективой получения денег от выступлений в Европе в случае победы на Евровидении.
Участники искусственно созданной группы в дальнейшем участвовали по-отдельности в качестве бэк-вокалистов в последующих конкурсах Евровидения. В шоу-бизнесе продолжил работать только Реувен Эрез.

## Евровидение
Alphabeta была первой группой, которая танцевала на Евровидении. 
Выступление Изхара Коэна и группы Alphabeta на Евровидении 1978 принесло первую победу Израиля на этом конкурсе. Израиль получил пять последовательных максимальных 12 баллов во время голосования, что является рекордом Евровидения.  Общая оценка песни составила 157 баллов. Эта победа дала право Израилю провести конкурс в Иерусалиме в 1979 году. 
Когда стало ясно, что Израиль выиграет конкурс, Иордания прекратила прямую трансляцию под предлогом технических проблем, а через день объявила песню из Бельгии, занявшую второе место, победительницей.  
После победы на Евровидении группа Alphabeta с солистом Изхаром Коэном совершила в течение года турне по разным странам Европы и появлялась на  телеканалах каждой страны, в Германии им довелось выступать вместе с легендарной тогда группой ABBA.

## После Евровидения
Продюсеры пытались продолжить выступление группы с Изхаром Коэном, однако в группе стали происходить изменения. Лиза Голд-Рубин вернулась в США, на её место была принята Кэролайн Лэнгфорд. Когда Изхар Коэн решил продолжить карьеру в Европе сольно—группа распалась. Эти Цабар, сменив имя на Эсти Цабар, стала оперной певицей в США.